# Фого-Айленд
Фого-Айленд (англ. Fogo Island) — містечко в Канаді, у провінції Ньюфаундленд і Лабрадор.

## Населення
За даними перепису 2016 року, містечко нараховувало 2244 особи, показавши скорочення на 6,3 %, порівняно з 2011 роком. Середня густина населення становила 9,4 осіб/км².
З офіційних мов обома одночасно володіли 25 жителів, тільки англійською — 2 200, а 5 — жодною з них. Усього 10 осіб вважали рідною мовою не одну з офіційних.
Працездатне населення становило 52,5 % усього населення, рівень безробіття — 26,9 % (32,7 % серед чоловіків та 20,8 % серед жінок). 89,8 % осіб були найманими працівниками, а 10,2 % — самозайнятими.
Середній дохід на особу становив $38 084 (медіана $28 096), при цьому для чоловіків — $50 072, а для жінок $25 943 (медіани — $36 139 та $22 720 відповідно).
26,7 % мешканців мали закінчену шкільну освіту, не мали закінченої шкільної освіти — 40 %, 33,3 % мали післяшкільну освіту, з яких 15,2 % мали диплом бакалавра, або вищий.
| Статево-вікова структура населення | Статево-вікова структура населення | Статево-вікова структура населення | Статево-вікова структура населення | Статево-вікова структура населення |
| ---------------------------------- | ---------------------------------- | ---------------------------------- | ---------------------------------- | ---------------------------------- |
|                                    |                                    |                                    |                                    |                                    |
| Всього                             | Всього                             | 50,7%49,3%                         |                                    |                                    |
| 0 — 14 років                       | 0 — 14 років                       |                                    | 13,1%                              | 13,1%                              |
| 15 — 64 років                      | 15 — 64 років                      |                                    | 63,1%                              | 63,1%                              |
| 65 і більше                        | 65 і більше                        |                                    | 23,8%                              | 23,8%                              |
| 85 і більше                        | 85 і більше                        |                                    | 1,8%                               | 1,8%                               |
| Середній вік (років)               | Середній вік (років)               | 47,948,7                           | 48,3                               | 48,3                               |
| Медіана (років)                    | Медіана (років)                    | 53,453,2                           | 53,3                               | 53,3                               |
| — чоловіки — жінки                 |                                    |                                    |                                    |                                    |

| Походження мешканців:     | Походження мешканців:     | Походження мешканців: | Походження мешканців: | Походження мешканців: |
| ------------------------- | ------------------------- | --------------------- | --------------------- | --------------------- |
| Походження                |                           |                       | осіб                  | %                     |
| Корінні американці        | Корінні американці        |                       | 30                    | 1.37%                 |
| Інше північноамериканське | Інше північноамериканське |                       | 1 395                 | 63.55%                |
| Європейське               | Європейське               |                       | 1 060                 | 48.29%                |
| британське                | британське                |                       | 1 040                 | 47.38%                |
| французьке                | французьке                |                       | 20                    | 0.91%                 |
| Азійське                  | Азійське                  |                       | 25                    | 1.14%                 |

| Зайнятість населення за галузями (за класифікацією NOC): | Зайнятість населення за галузями (за класифікацією NOC): | Зайнятість населення за галузями (за класифікацією NOC): | Зайнятість населення за галузями (за класифікацією NOC): | Зайнятість населення за галузями (за класифікацією NOC): |
| -------------------------------------------------------- | -------------------------------------------------------- | -------------------------------------------------------- | -------------------------------------------------------- | -------------------------------------------------------- |
|                                                          |                                                          |                                                          |                                                          |                                                          |
| Управління                                               | Управління                                               |                                                          | 6,6%                                                     | 6,6%                                                     |
| Бізнес, фінанси та адміністрування                       | Бізнес, фінанси та адміністрування                       |                                                          | 7,6%                                                     | 7,6%                                                     |
| Природничі та прикладні науки                            | Природничі та прикладні науки                            |                                                          | 3%                                                       | 3%                                                       |
| Охорона здоров'я                                         | Охорона здоров'я                                         |                                                          | 8,1%                                                     | 8,1%                                                     |
| Освіта, правозахист, муніципальні та урядові служби      | Освіта, правозахист, муніципальні та урядові служби      |                                                          | 8,1%                                                     | 8,1%                                                     |
| Мистецтво, культура, відпочинок та спорт                 | Мистецтво, культура, відпочинок та спорт                 |                                                          | 2%                                                       | 2%                                                       |
| Роздрібна торгівля та послуги                            | Роздрібна торгівля та послуги                            |                                                          | 18,8%                                                    | 18,8%                                                    |
| Гуртова торгівля, транспорт та обладнання                | Гуртова торгівля, транспорт та обладнання                |                                                          | 13,2%                                                    | 13,2%                                                    |
| Природні ресурси, сільське господарство                  | Природні ресурси, сільське господарство                  |                                                          | 18,3%                                                    | 18,3%                                                    |
| Виробництво                                              | Виробництво                                              |                                                          | 14,2%                                                    | 14,2%                                                    |

## Клімат
Середня річна температура становить 4 °C, середня максимальна — 19 °C, а середня мінімальна — −12,7 °C. Середня річна кількість опадів — 1055 мм.
| Клімат поселення                              | Клімат поселення | Клімат поселення | Клімат поселення | Клімат поселення | Клімат поселення | Клімат поселення | Клімат поселення | Клімат поселення | Клімат поселення | Клімат поселення | Клімат поселення | Клімат поселення | Клімат поселення |
| Показник                                      | Січ.             | Лют.             | Бер.             | Квіт.            | Трав.            | Черв.            | Лип.             | Серп.            | Вер.             | Жовт.            | Лист.            | Груд.            |                  |
| Середній максимум, °C                         | −1,74            | −2,15            | 1,51             | 6,68             | 11,70            | 16,56            | 18,85            | 19,01            | 14,54            | 9,34             | 4,56             | −0,56            |                  |
| Середня температура, °C                       | −6,98            | −7,43            | −3,77            | 1,42             | 6,42             | 11,30            | 15,77            | 15,92            | 11,46            | 6,25             | 1,49             | −3,65            |                  |
| Середній мінімум, °C                          | −12,26           | −12,68           | −9,04            | −3,85            | 1,16             | 6,04             | 12,68            | 12,84            | 8,37             | 3,16             | −1,59            | −6,74            |                  |
| Норма опадів, мм                              | 89               | 84               | 79               | 79               | 73               | 78               | 84               | 99               | 104              | 96               | 96               | 94               |                  |
| Середньомісячна швидкість вітру, м/с          | 5.77             | 5.61             | 5.61             | 5.44             | 5.09             | 4.87             | 4.49             | 4.64             | 5.12             | 5.56             | 5.74             | 5.94             |                  |
| Середньомісячна сонячна радіація, кДж/м²·день | 3380             | 6285             | 10477            | 14099            | 17333            | 19067            | 18748            | 15710            | 11468            | 6656             | 3688             | 2572             |                  |
| --------------------------------------------- | ---------------- | ---------------- | ---------------- | ---------------- | ---------------- | ---------------- | ---------------- | ---------------- | ---------------- | ---------------- | ---------------- | ---------------- | ---------------- |
| Джерело:                                      |                  |                  |                  |                  |                  |                  |                  |                  |                  |                  |                  |                  |                  |